# N5 (автодорога, Ирландия)
N5 — ирландская государственная первичная дорога, входящая в число самых важных, ведущая из Лонгфорд в Уэстпорт.
Это главный маршрут из Дублина (с использованием N4/M4) в графство Мейо. Из-за этого дорога является предметом обсуждения на высшем политическом уровне.
Существует достаточно много запланированных участков дороги, включая объезд Лонгфорда, который позволит перенаправить трафик из Дублина в Мейо не через центр города; его строительство запланировано в счёт бюджета 2011 года.